# Graubrauen-Bambushuhn
Das Graubrauen-Bambushuhn (Bambusicola thoracicus, Syn.: B. thoracica) auch Chinesisches Bambushuhn ist eine Hühnervogelart aus der Familie der Fasanenartigen. Es ist im Süden Chinas und auf Taiwan beheimatet. Die taiwanische Unterart B. th. sonorivox unterscheidet sich so deutlich, dass sie auch bisweilen als eigene Art angesehen wird. In Japan wurden beide Unterarten eingeführt, B. th. sonorivox ist jedoch vermutlich dort wieder ausgestorben. Der Gesamtbestand der Art wird von der IUCN als „nicht gefährdet“ (least concern) angesehen.

## Beschreibung
Das Graubrauen-Bambushuhn ist mit 30–32 cm etwa so groß wie ein Rebhuhn und geringfügig größer als das nah verwandte Gelbbrauen-Bambushuhn. Der Schwanz ist etwa 10 cm lang, das Gewicht liegt zwischen 200 und 350 g. Der Hahn ist etwas größer als die Henne und trägt einen kräftigen Sporn am Lauf, bezüglich der Gefiederfärbung ist der Geschlechtsdimorphismus gering. Der Schnabel ist grau mit einer schwarzen Spitze, die Iris zeigt eine dunkelbraune Färbung. Die Füße und Beine sind gräulich olivgrün.
Bei der Nominatform sind Scheitel und Nacken braun mit rötlichen Spitzen. Stirn und Zügel sind wie der breite Überaugenstreif bläulich grau. Letzterer reicht bis in den Nacken und ist unten hinter dem Auge fein dunkel begrenzt. Kinn, Kehle, untere Ohrdecken und Halsseiten sind lebhaft zimtbraun und die blaugraue Brust ist nach unten hin wiederum von einem zimtbraunen Band begrenzt. Die übrige Unterseite und die Flanken sind warmbeige, die Federn tragen teils hinter dem breiten Saum einen schwarzen oder braunen, herzförmigen Fleck. Diese Flecken werden zu den Flanken hin größer, auf der Bauchmitte fehlen sie. Die Oberseite ist olivbraun, dunkel bekritzelt und auf Vorderrücken, Schultern und Flügeldecken mit groben, dunkel kastanienbraunen Flecken versehen. Auf den Flügeldecken verlaufen sie in einen schwarzen, terminalen Fleck, der teils weißlich gesäumt ist. Auf dem vorderen Rücken und den Flügeldecken zeigen sich zudem auf den Außenfahnen weiße Flecken. Die Schwingen sind graubraun. Unterer Rücken, Bürzel und Oberschwanzdecken sind olivbraun mit feiner dunkler Fleckung. Der rotbraune Schwanz ist beige und braun quergestreift.
Das Jugendkleid lässt schon in Grundzügen die Partien des Adultkleids erkennen, wirkt aber insgesamt graubraun und zeigt auf der Unterseite feine, beige Schaftstriche.

## Stimme
Die charakteristischen Lautäußerungen sind eine lange Reihe dreisilbiger Rufe, die etwa wie gi-ge-roi oder si-mu-kuai klingen und in verschiedenen Varianten sowohl als Balzruf des Männchens als auch im Duett vorgebracht werden, das vom Männchen eingeleitet wird und sich in der Lautstärke steigert.

## Verbreitung
Die Verbreitung der Art reicht in Südchina vom Sichuan-Becken und der Provinz Guizhou ostwärts durch Hunan, das östliche Jiangxi und das nördliche Guangdong bis nach Fujian und in den Süden Zhejiangs. Die Unterart B. th. sonorivox ist auf Taiwan endemisch. Beide Unterarten wurden in Japan eingeführt, vermutlich kommt dort aber nur noch die chinesische Form vor. Die Verbreitung reicht hier über Kyushu und Shikoku bis nach Sado, das südliche Honshū und einige umliegenden Inseln. Die Art kommt zudem auf Miyako-jima, Hachijō-jima und Iwojima vor. Auch auf Hawaii soll die Art eingeführt worden sein.
In China ist der Bestand aufgrund von Lebensraumverlusten und Bejagung leicht rückläufig, der Bestand auf Taiwan scheint stabil zu sein. In Japan ist die Art häufig und ein beliebtes Jagdwild. Die IUCN betrachtet den Gesamtbestand als „nicht gefährdet“ (least concern).

## Geografische Variation
Es werden zwei Unterarten anerkannt. Die taiwanische Unterart B. th. sonorivox unterscheidet sich jedoch so deutlich, dass der Status als eigene Art gerechtfertigt sein könnte. Die Vögel dieser Unterart sind insgesamt dunkler. Die rötlichbraune, untere Gesichtspartie der Nominatform ist hier auf Kinn und Kehle begrenzt, so dass die ganze Gesichtspartie blaugrau wirkt. Der Überaugenstreif fällt dabei nicht auf, die untere Brust ist zudem dunkel gezeichnet. Die braune Fleckung der Oberseite ist intensiv kastanienfarben und die beige Färbung der Unterseite ist auf die Säume begrenzt, die an den Flanken schmal sind und zur Bauchmitte hin breiter werden. Die Federzentren sind dunkel kastanienfarben.
- B. th. thoracica (Temminck, 1815) – südliches China, in Japan eingeführt
- B. th. sonorivox Gould, 1863 – Taiwan, eingeführte Vorkommen in Japan vermutlich erloschen

## Lebensweise
Das Graubrauen-Bambushuhn besiedelt dichtes Gesträuch im Hügelland bis zu 1000 m, seltener steigt es bis in Höhen von 2000 m hinauf. Es kommt auch in Bambuswäldern und Grasland, in Japan auch in Parks vor. Man trifft die Art außerhalb der Fortpflanzungszeit paarweise oder in Gruppen von bis zu 20 Vögeln an. Im Winter versammeln sich in Japan bisweilen manchmal sogar bis zu 40 Individuen. Die Wintertrupps lösen sich im Frühjahr auf.
Das Paarungsverhalten ist kaum dokumentiert, regelmäßige Beobachtungen im Duett rufender Paare lassen Monogamie vermuten. In Japan beginnt die Brutzeit Mitte April. Das Nest befindet sich meist am Fuß von Bäumen, unter Sträuchern oder im Gras. Das Gelege besteht aus 3–7 beigen bis blassbraunen Eiern, die 17–19 Tage lang bebrütet werden.